# پمفیگوئید ندولاریس
پمفیگوئید ندولاریس به انگلیسی: Pemphigoid nodularis نوعی بیماری پوستی است که گونه‌ای از پمفیگوئید بولوز است که دارای ضایعات پوستی شبیه به پروریگو ندولاریس است.
آنتی‌بادی درگیر IgG است.